# Saumur
Saumur is een stad en gemeente in het Franse departement Maine-et-Loire (regio Pays de la Loire). De gemeente telde 26.074 inwoners op 1 januari 2022. Het is de hoofdplaats van het arrondissement Saumur en het kanton Saumur.
Saumur ligt in de wijnstreek van de Loirevallei en heeft een Appellation d'Origine Contrôlée.

## Geschiedenis
De stad is ontstaan rond de Abdij Saint-Florent die gesticht werd in de 10e eeuw vanuit de Abdij van Mont-Glonne. Thibault van Blois liet bij de abdij een kasteel bouwen om de site te beschermen.
Saumur werd in 1025 veroverd door Fulco III van Anjou, die de stad liet platbranden. Toen de kerk met de relikwieën van de heilige Florentius ook in brand vloog, zou hij volgende de legende hebben uitgeroepen: "Sint Florentius, laat uzelf toch verbranden. Ik zal in Angers een beter tehuis voor u bouwen." Toen het vervoer van de relikwieën van de heilige naar Angers echter moeilijk bleek, zou Fulco hebben verklaard dat Florentius een landelijke boerenpummel was die ongeschikt was voor het stadsleven, en zond hij de relikwieën terug naar Saumur.
De stad kende een sterke groei vanaf de 12e eeuw. In 1203 werd de stad veroverd door koning Filips-Augustus, die het kasteel van Saumur liet verbouwen. Samen met Angers speelde Saumur een strategische rol in de Honderdjarige Oorlog. Het kasteel en de stadsmuren werden verder versterkt. De stadsmuur had vier poorten en negentien torens, waarvan er tien nog steeds bestaan.
In 1589 werd de protestant Philippe Du Plessis-Mornay door koning Hendrik IV aangesteld als gouverneur van Saumur. Hij liet de stad en het kasteel verder versterken en liet een protestantse kerk bouwen. In de 17e eeuw kende Saumur een protestantse academie, waar onder anderen Michel Bérauld en Franciscus Gomarus professor theologie waren en waar Isaac Beeckman, Abraham de Moivre, Jan Swammerdam en Pontiaan van Hattem hebben gestudeerd. Swammerdam woonde tijdelijk bij de Franse geleerde Melchisédech Thévenot, met wie hij later bleef corresponderen. Nadat door het Verdrag van Fontainebleau (1685) alle vrijheden voor protestanten waren ingetrokken, werd de universiteit door de Franse staat gesloten. In het kader van de contrareformatie vestigden zich verschillende congregaties in de stad.

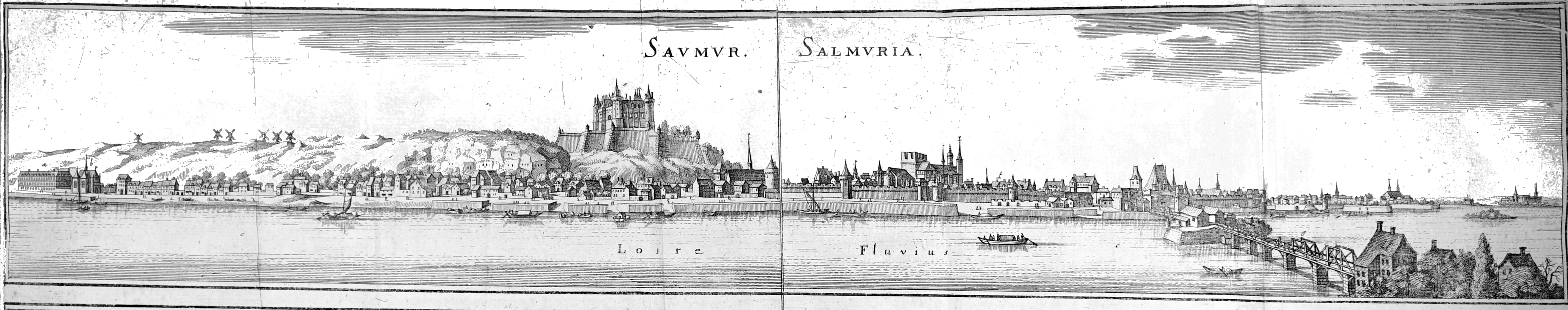
Saumur in 1657

In de 18e eeuw volgde een groot bouwprogramma waarbij de stadspoorten werden afgebroken en een brug over de Loire werd gebouwd. Er kwam ook een legerkazerne aan de rand van de stad. In de 19e eeuw kwam hier een cavalerieschool. Onder burgemeester Charles Louvet (1844-1869) kende de stad een economische groei en werden belangrijke publieke gebouwen opgetrokken (theater, ziekenhuis, stadhuis).
Tijdens de Tweede Wereldoorlog werd de omgeving van het treinstation en de bruggen beschadigd. Na de oorlog kende de stad een grote groei waarbij nieuwbouwwijken verrezen.
Op 1 februari 1973 werden de gemeenten Bagneux, Dampierre-sur-Loire, Saint-Hilaire-Saint-Florent en Saint-Lambert-des-Levées opgeheven en als Commune associée opgenomen in Saumur. Op 1 januari werd de status van de deelgemeenten veranderd naar commune déléguée en daarmee die van Saumur naar commune nouvelle.

## Geografie
De oppervlakte van Saumur bedroeg op 1 januari 2022 66,25 vierkante kilometer; de bevolkingsdichtheid was toen 393,6 inwoners per km².
De Thouet mondt uit in de Loire in de gemeente.
De onderstaande kaart toont de ligging van Saumur met de belangrijkste infrastructuur en aangrenzende gemeenten.

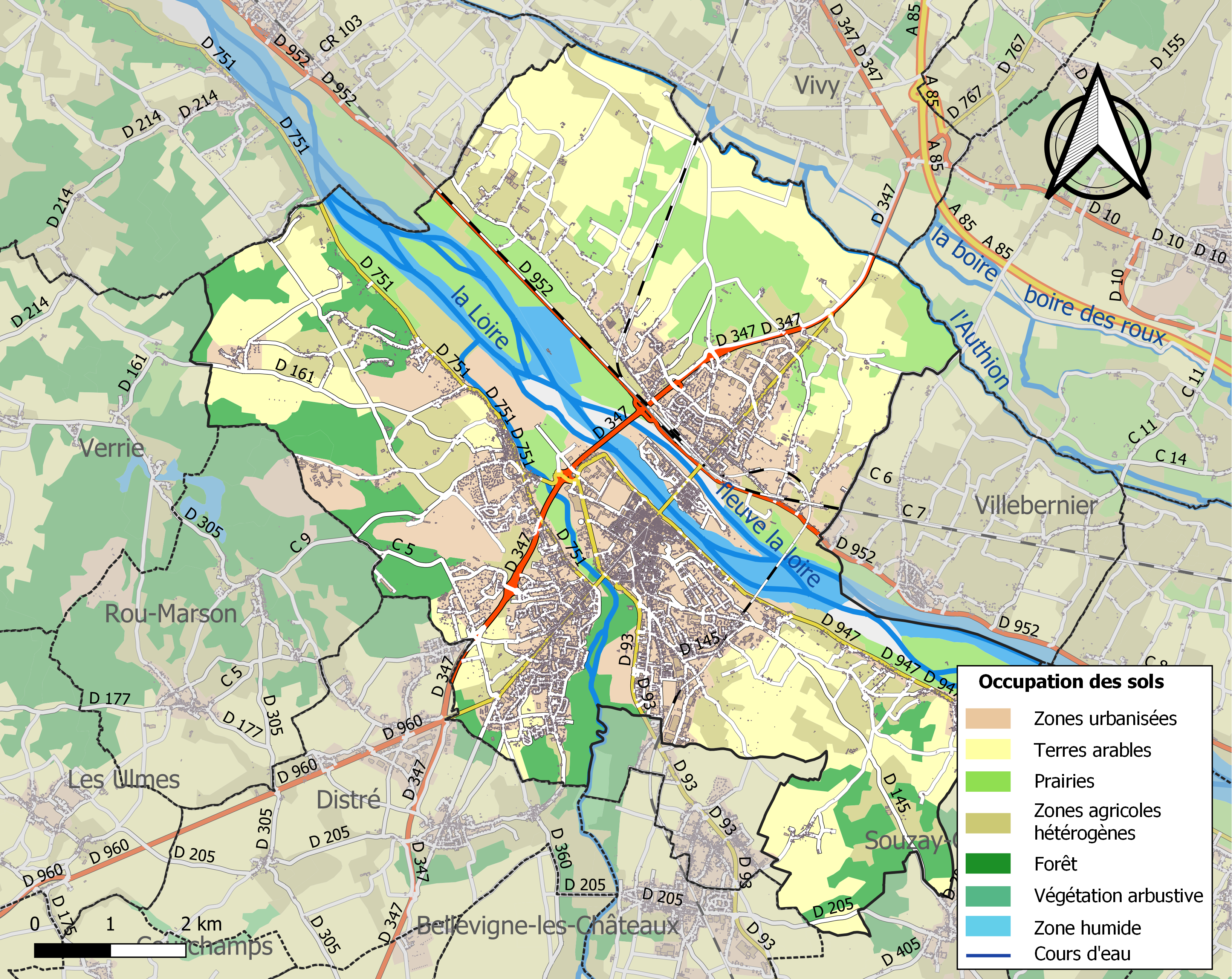

## Demografie
De onderstaande figuur toont het verloop van het inwonertal (bron: INSEE-tellingen).

## Bezienswaardigheden
Net als veel andere steden in dit gebied heeft Saumur zijn eigen kasteel. Er zijn diverse musea zoals het Musée des Arts Décoratifs met kunstvoorwerpen, en het Musée du Cheval met een tentoonstelling over paarden. Saumur heeft echter meer musea: Musée du Champignon (over champignons), Musée du Masque (met carnavalsmaskers), Musée de la Cavalerie (over de geschiedenis van de cavalerie) en het bekende Musée des Blindés met de grootste collectie tanks ter wereld. De stad is ook de thuisbasis voor de École Nationale d'Équitation. Bekend is het dressuurteam Cadre Noir, dat gesticht is in 1828.
In het centrum van de stad bevinden zich verschillende historische gebouwen, zoals twee middeleeuwse kerken en enkele fraaie vakwerkhuizen.
Saumur staat ook bekend om zijn grotwoningen. Deze ontstonden doordat uit de rotsen in de buurt van de stad grote blokken werden gehakt. De arme bevolking uit de omgeving, vooral boeren, gebruikte de holen die zo ontstaan waren als woning. De gaten in de rotswanden werden verder uitgehakt en aan de voorkant werd er een gevel met ramen en deuren gebouwd. Tijdens de Franse godsdienstoorlogen verscholen de hugenoten zich in deze grotwoningen. Ze worden tegenwoordig vanwege hun ideale temperatuur vaak gebruikt als wijnkelder of champignonkwekerij. Andere worden nog steeds bewoond of zijn als vakantiehuisje in gebruik.

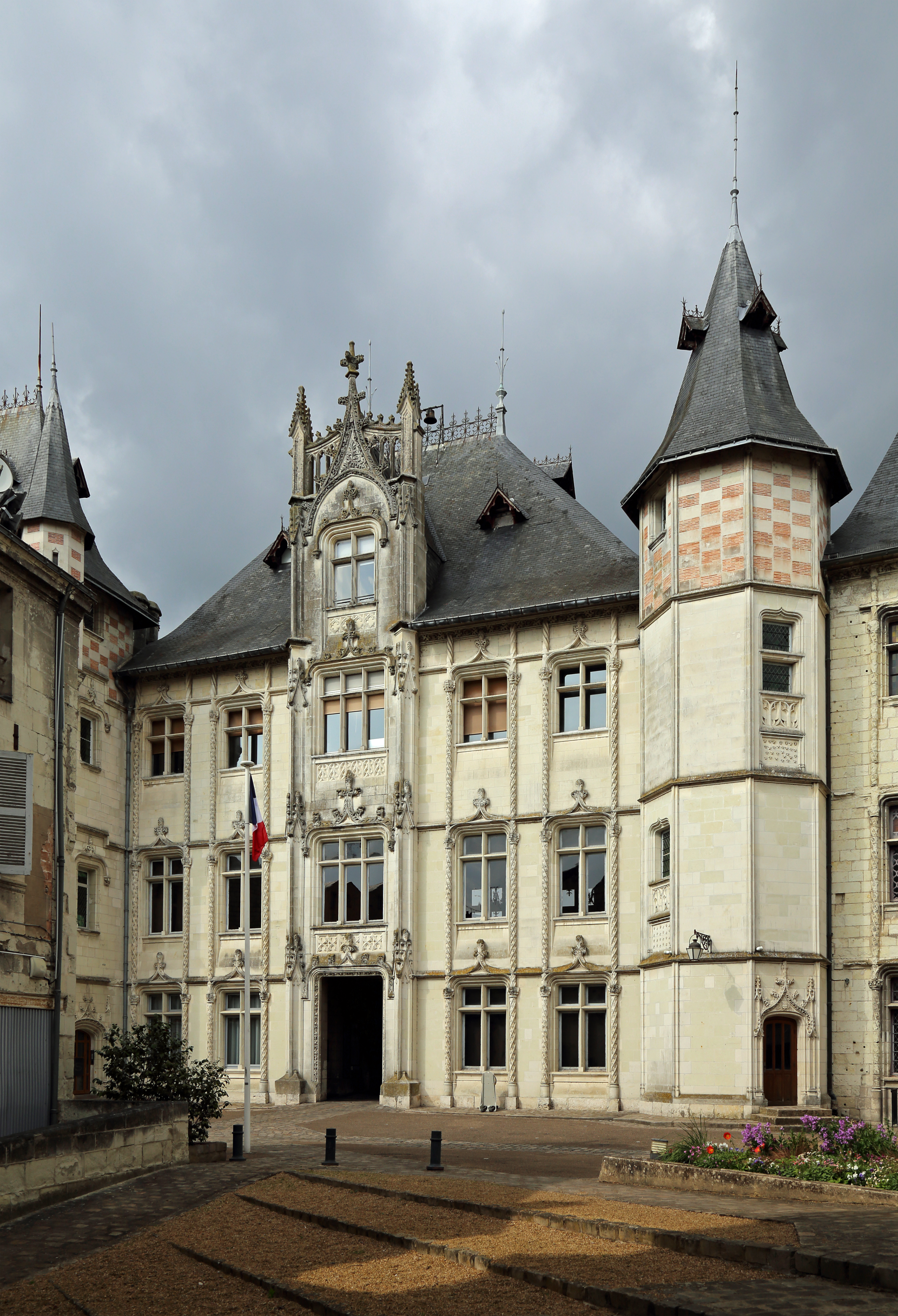
Stadhuis
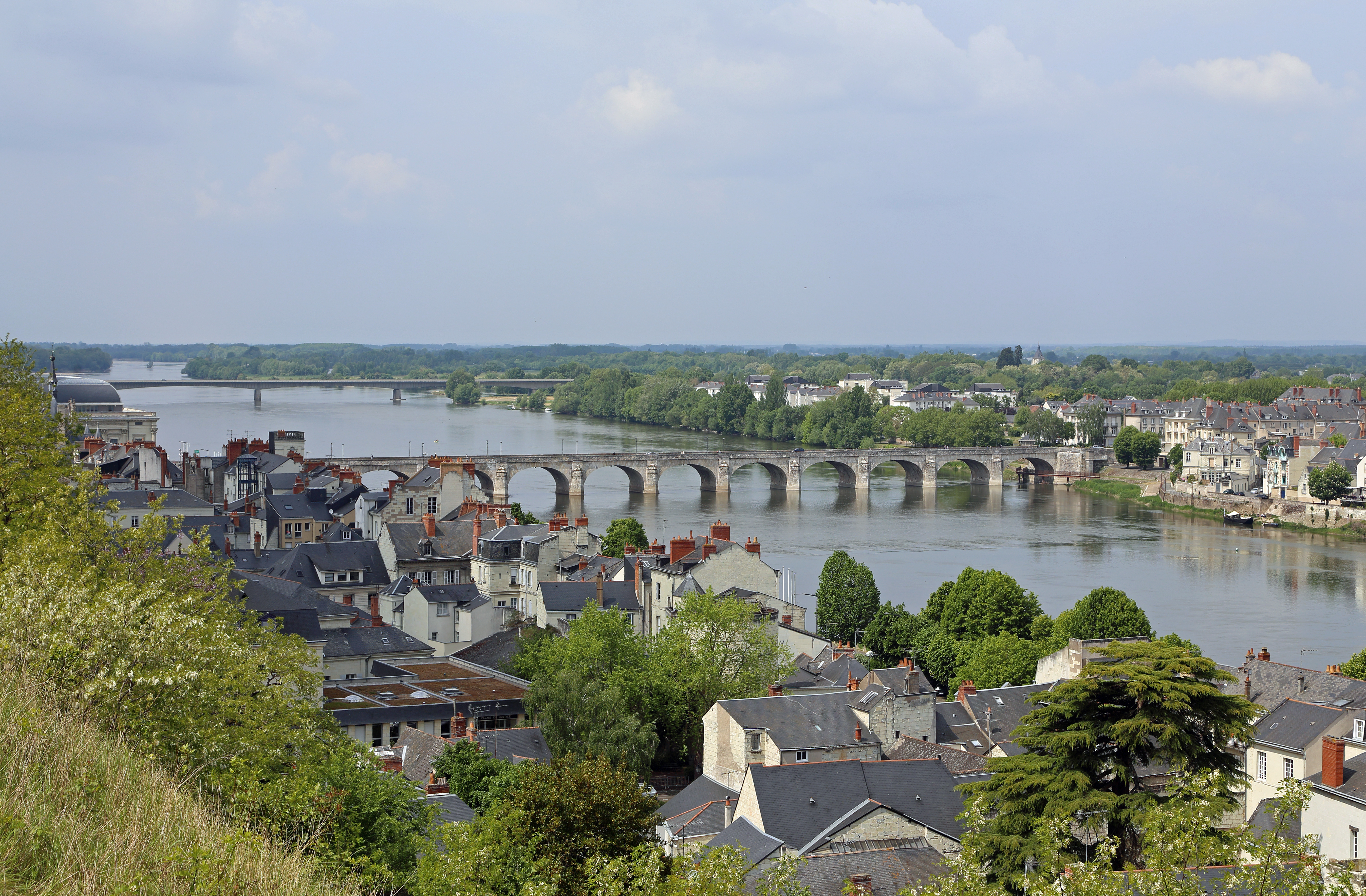
De Loire in Saumur
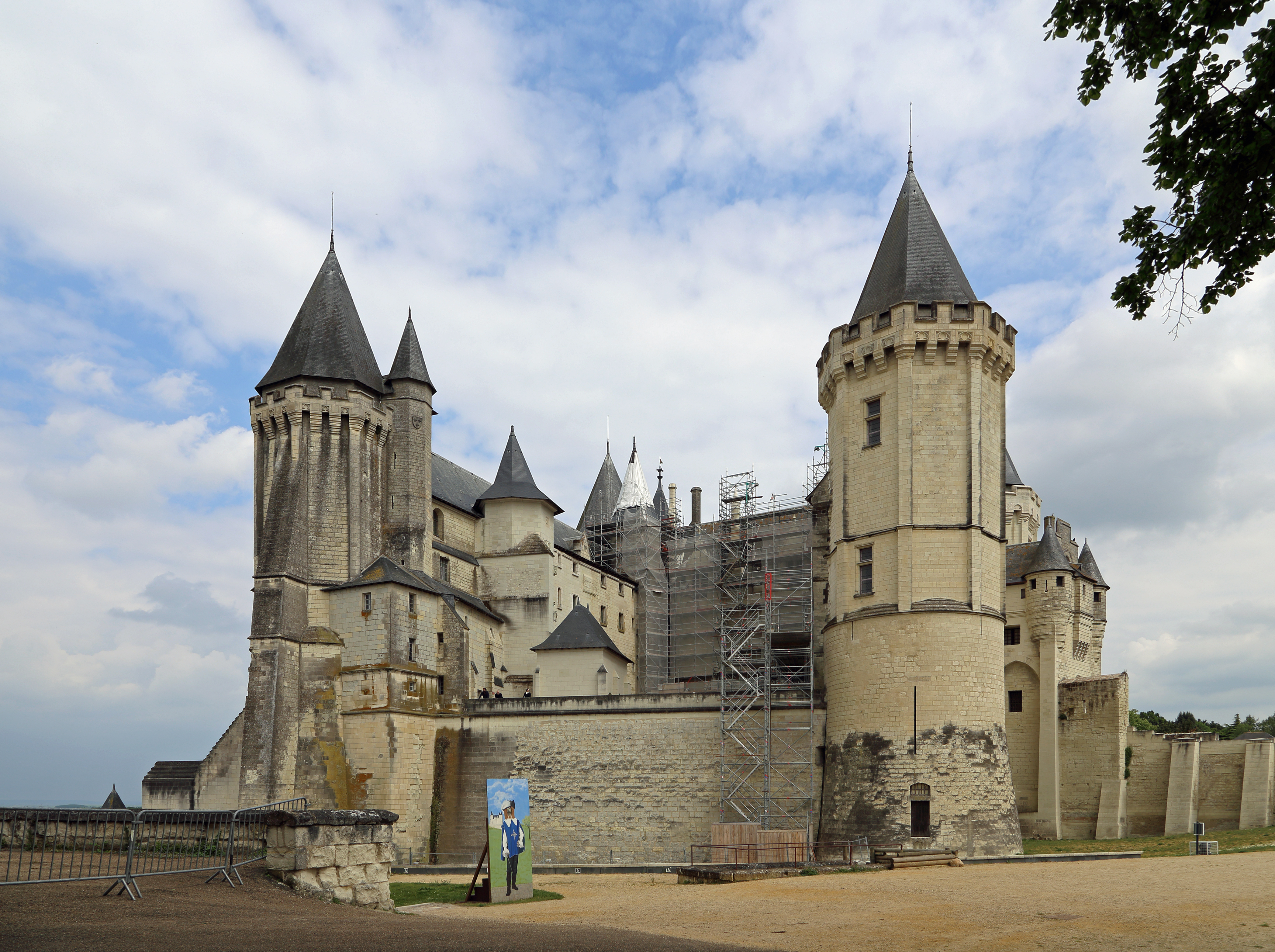
Het kasteel van Saumur
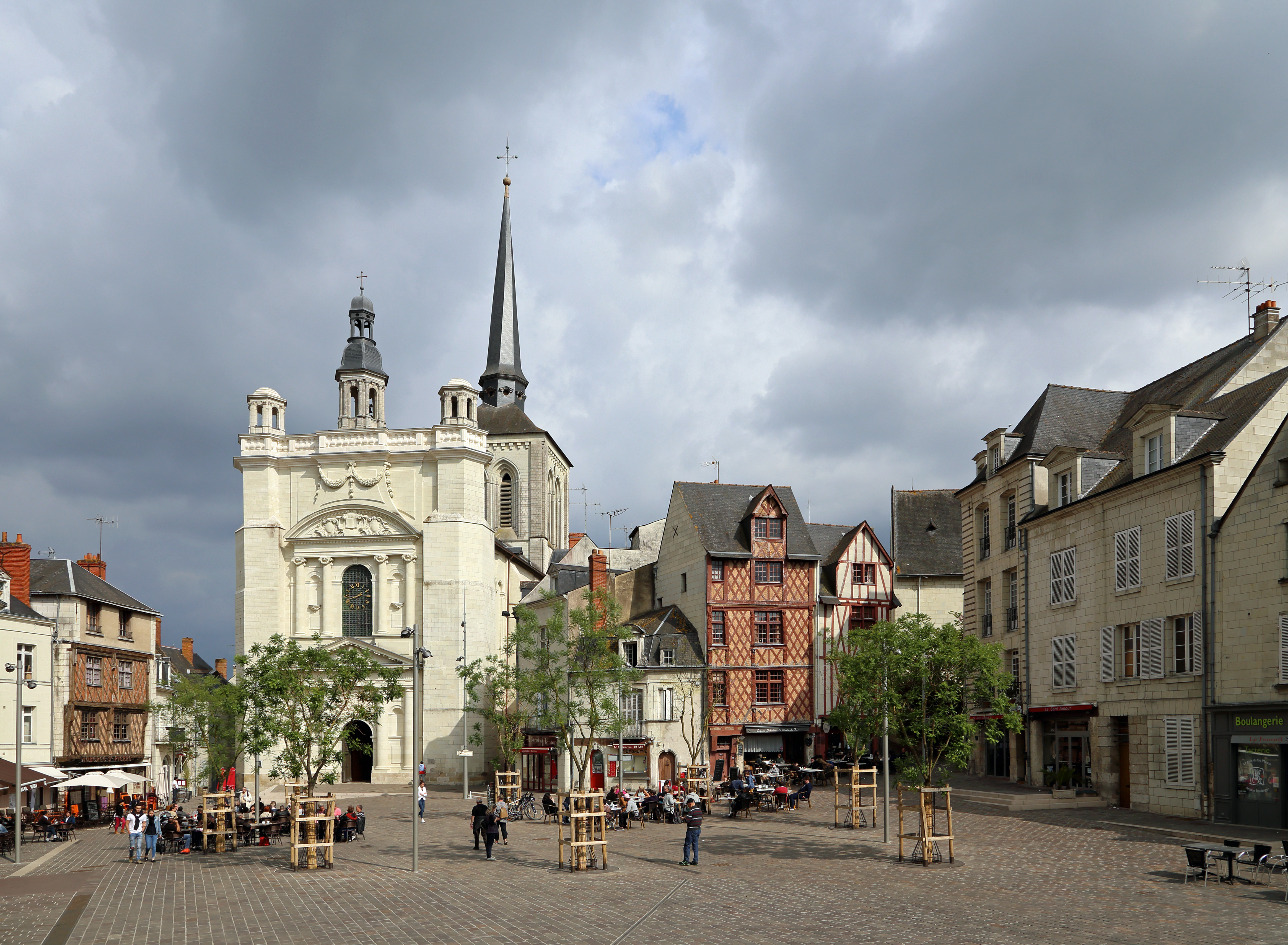
De Place Saint-Pierre, met links de Saint-Pierrekerk
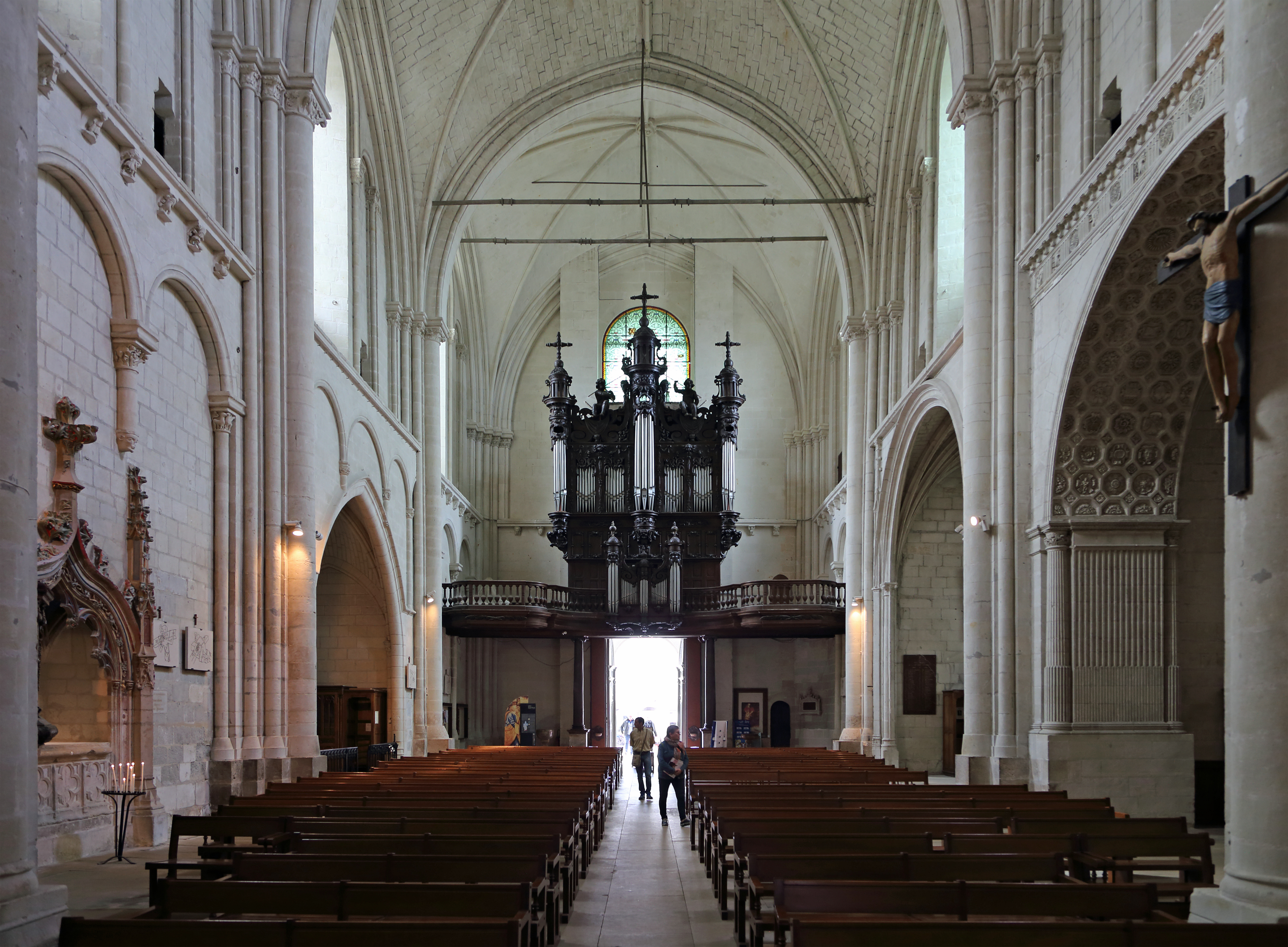
Interieur van de Saint-Pierrekerk
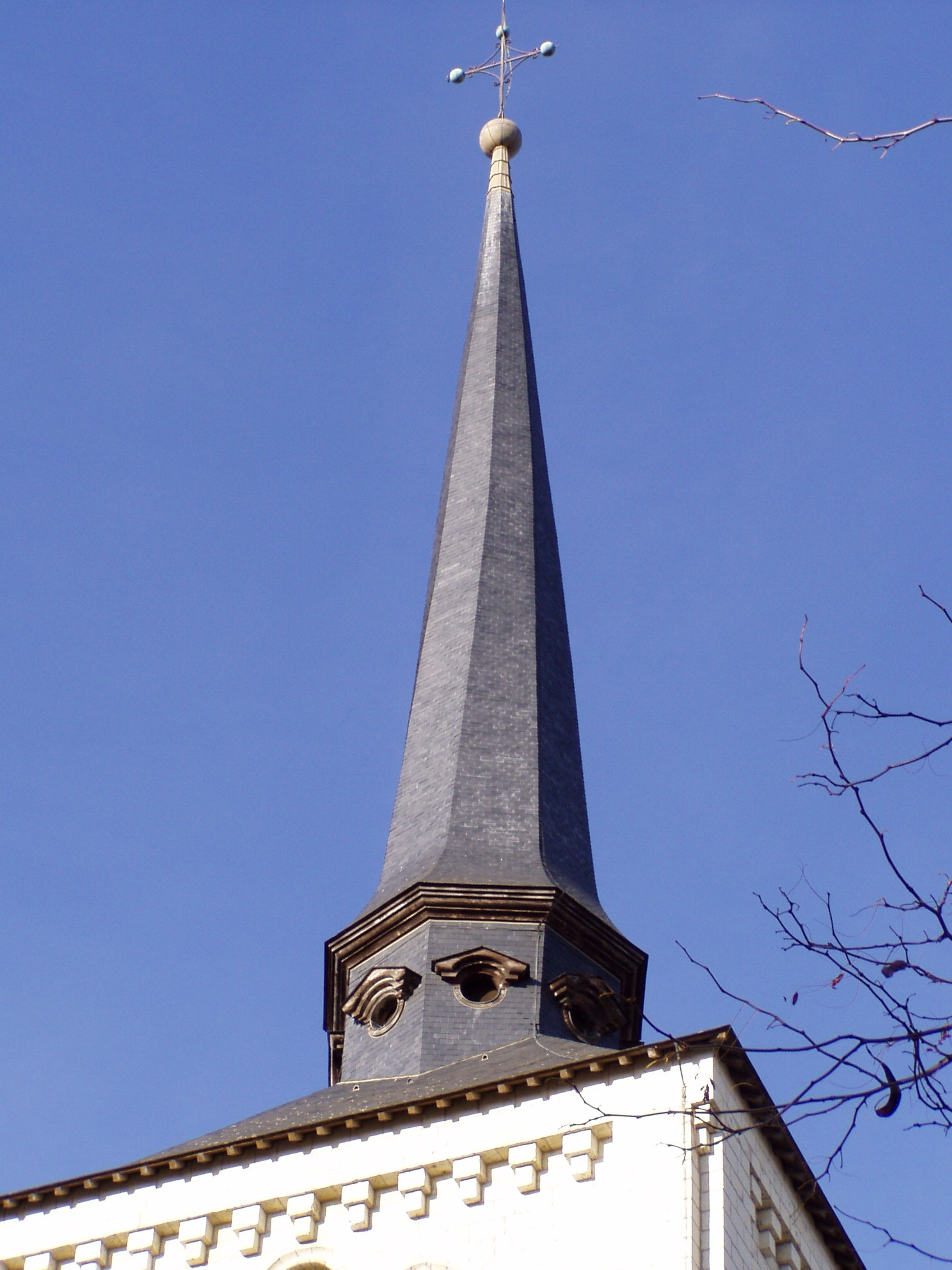
De gedraaide toren van de Saint-Pierrekerk

## Bekende inwoners van Saumur

### Geboren
- Louis-Marie Aubert du Petit-Thouars (1758-1831), botanicus en orchideeënspecialist
- Coco Chanel (1883-1971), modeontwerpster
- Yves Robert (1920-2002), filmregisseur, -acteur en -producent
- Fanny Ardant (1949), actrice
- Dominique Pinon (1955), acteur

### Overleden
- Willem VII van Aquitanië (1023-1058), hertog van Aquitanië
- Arnoul d'Oudrehem (1302?-1370), maarschalk
- Jeanne Delanoue (1666-1736), ordestichtster

## Trivia
- De roman Eugénie Grandet door Honoré de Balzac speelt zich af in Saumur.